# Pierre van Rhee
Pierre van Rhee (Tegelen, 10 november 1923 - Venlo, 16 november 1989) is een Nederlands voormalig voetballer die als aanvaller speelde.
Van Rhee speelde bij VVV en maakte in 1954 de overstap naar het profvoetbal in de NBVB-competitie bij Sportclub Venlo '54. Hiervoor werd hij geschorst door de KNVB. Hij speelde in de eerste professionele wedstrijd tussen Alkmaar '54 en Venlo '54 op 14 augustus 1954. Toen beide bonden fuseerden ging de Venlose profclub op in VVV. In december 1954 ging een overstap naar Be Quick 1887 niet door omdat spelers niet buiten het district mochten overstappen. Hierop ging hij begin januari 1955 samen met ploeggenoot Heini Schreurs naar N.E.C.. In 1956 ging hij naar SC Irene.

## Clubstatistieken
| Seizoen         | Club            | Competitie           | Competitie | Competitie | Beker | Beker | Overige | Overige | Totaal | Totaal |
| Seizoen         | Club            | Competitie           | Wed.       | Dlp.       | Wed.  | Dlp.  | Wed.    | Dlp.    | Wed.   | Dlp.   |
| --------------- | --------------- | -------------------- | ---------- | ---------- | ----- | ----- | ------- | ------- | ------ | ------ |
| 1949/50         | VVV             | Eerste klasse Zuid I | 12         | 10         | —     | —     | —       | —       | 12     | 10     |
| 1950/51         | VVV             | Eerste klasse E      | 22         | 16         | —     | —     | —       | —       | 22     | 16     |
| 1951/52         | VVV             | Eerste klasse D      | 26         | 15         | —     | —     | —       | —       | 26     | 15     |
| 1952/53         | VVV             | Eerste klasse C      | 24         | 7          | —     | —     | —       | —       | 24     | 7      |
| 1953/54         | VVV             | Eerste klasse C      | 24         | 13         | —     | —     | —       | —       | 24     | 13     |
| 1954            | SC Venlo '54    | NBVB                 | 11         | 4          | —     | —     | —       | —       | 11     | 4      |
| 1954/55         | N.E.C.          | Eerste klasse C      | 21         | 8          | —     | —     | —       | —       | 21     | 8      |
| 1955/56         | N.E.C.          | Eerste klasse A      | 9          | 2          | —     | —     | —       | —       | 9      | 2      |
| Carrière totaal | Carrière totaal | Carrière totaal      | 149        | 75         | 0     | 0     | 0       | 0       | 149    | 75     |